# Brydee Moore
Brydee Moore (nascida em 1 de maio de 1990) é uma atleta paralímpica australiana que compete nos arremessos de peso, de disco e de dardo. Obteve uma medalha de prata no Campeonato Mundial de Atletismo Paralímpico de 2015. Brydee defendeu as cores da Austrália disputando os Jogos Paralímpicos do Rio de Janeiro, em 2016.

## Detalhes
Moore nasceu no dia 1 de maio de 1990, em Melbourne, e tem paralisia cerebral.

## Carreira no atletismo

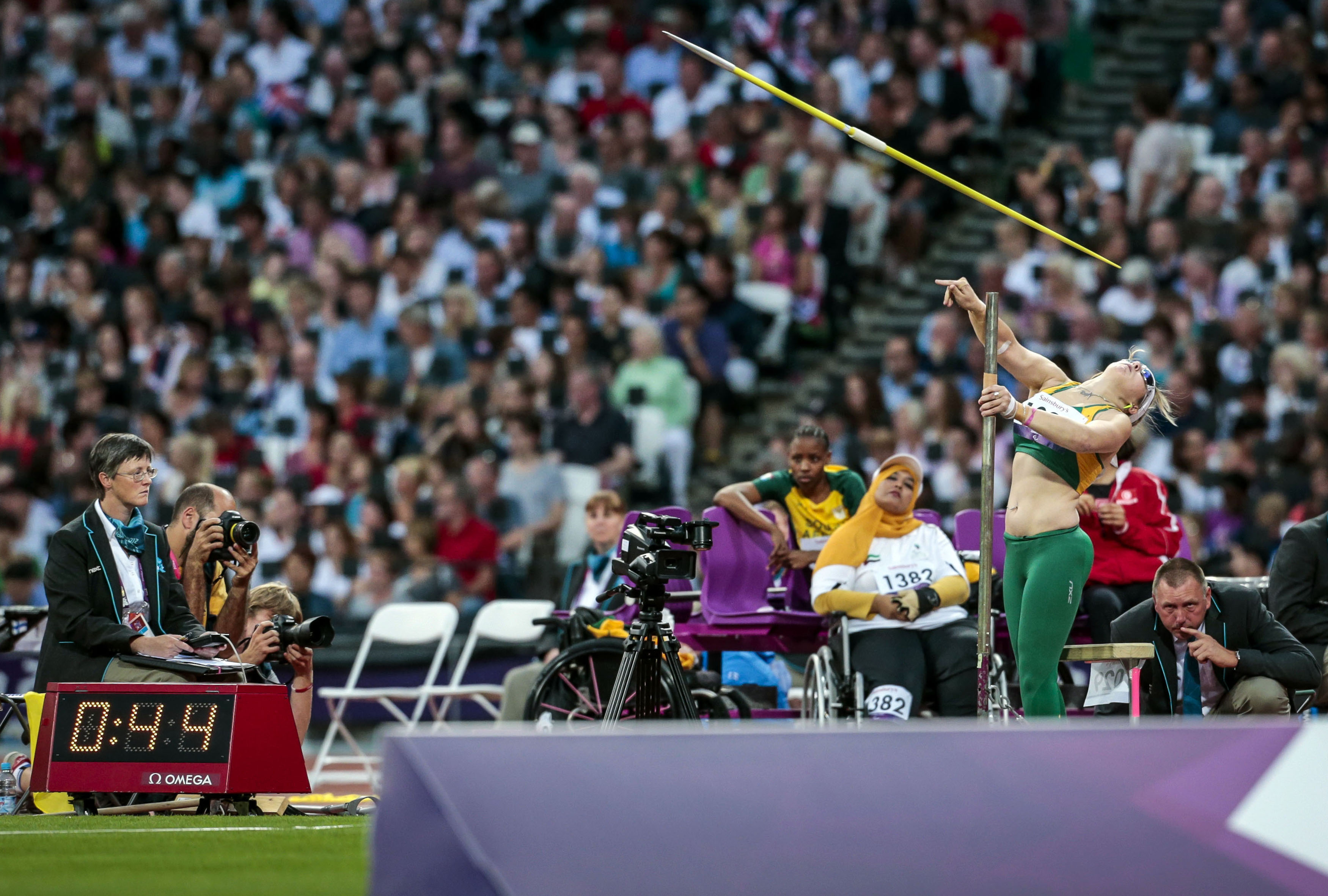
Moore competindo no arremesso de dardo nos Jogos Paralímpicos de Londres, em 2012.

Moore começou no atletismo aos sete anos. Sua primeira grande competição internacional foi os Jogos FESPIC de 2006, em Kuala Lumpur, na Malásia, onde obteve duas medalhas de ouro. Aos dezoito anos, competiu nos Jogos Paralímpicos de Pequim 2008 nas provas em cadeira de rodas dos arremessos de peso, de disco e de dardo. Terminou em décimo terceiro na prova feminina do arremesso de dardo (F33/34/52/53). Competiu nos Jogos da Commonwealth de 2010. Nos Jogos Paralímpicos de Londres 2012, Moore terminou em sexto no arremesso de peso feminino F32/34 ao arremessar 6,05 metros e ficou em décimo no dardo feminino F33-34/52-53, com a marca de 10,55 metros.
Moore ganhou sua primeira medalha internacional ao conquistar a medalha de prata no arremesso de peso feminino F33 do Campeonato Mundial de Atletismo de 2015, em Doha, na Índia, com 5,20 metros, o melhor arremesso da temporada. A princípio, Moore terminou em terceiro lugar, entretanto, uma desclassificação a levou à segunda colocação. Moore competiu no arremesso de peso F33 dos Jogos Paralímpicos da Rio 2016 e obteve ótimo resultado ao terminar a prova na quarta posição no geral.

## Reconhecimento
- 2006 - Prêmio Júnior de Atleta do Variety Club[6]
- 2004 e 2005 - Melhor Atleta Feminina, Esportes em Cadeiras de Rodas de Vitoria[6]